# Helicoconis (Capoconis) bazi
Helicoconis (Capoconis) bazi is een insect uit de familie van de dwerggaasvliegen (Coniopterygidae), die tot de orde netvleugeligen (Neuroptera) behoort. 
Helicoconis (Capoconis) bazi is voor het eerst wetenschappelijk beschreven door Monserrat & Díaz-Aranda in 1988.